# Erik Gustaf Lidbeck
Erik Gustaf Lidbeck (21 de junio de 1724, Parroquia Hesselskog, Municipio de Åmål - 9 de febrero de 1803, Lund) fue un profesor de historia natural y Economía en la Universidad de Lund.

## Biografía
A sus 17 años se inscribió en la Universidad de Upsala, y pronto fue destacado por Linneo. Este lo preparó en 1746, para viajar a la provincia de Västergötland. Dos años más tarde se convirtió en profesor de historia natural y de economía, a pesar de tener solo 25 años. Y ese 1749 obtuvo su Magíster.
De nuevo, en 1750, Linneo lo propone como médico en Lund. En 1752, fue Jefe del Jardín Botánico de Lund, realizando inventarios de los avances de las plantaciones. Se refirió a la necesidad de un profesorado en historia natural, en Lund, en 1756. Fue aceptada su propuesta, y así fue Lidbeck el primer titular de la nueva Cátedra y Director de todas las plantaciones. En 1760 se casó con Klara Grape. Y, por último, en 1786, fue profesor de economía. Fue rector de la Universidad de Lund en 1763, 1775 y 1783. En 1795, se retiró con una pensión; le siguió Anders Jahan Retzius en su área de especialización.
Además de sus conferencias Lidbeck era conocido sobre todo por sus plantaciones. Así que, por ejemplo, llevó la papa a Skåne. En 1755 fue nombrado miembro de la Real Academia Sueca de Ciencias y profesiones.
- La abreviatura «Lidb.» se emplea para indicar a Erik Gustaf Lidbeck como autoridad en la descripción y clasificación científica de los vegetales.[1]

## Honores

### Epónimos
En su honor el género Lidbeckia P. J. Bergius de la Familia de la familia de las compuestas (Asteraceae).